# Saint Andrew Parish, Jamaica
Saint Andrew Parish är en parish i Jamaica. Den ligger i den östra delen av landet, 9 km nordost om huvudstaden Kingston. Antalet invånare är 555 995. Arean är 455 kvadratkilometer. Saint Andrew Parish ligger på ön Jamaica.
Terrängen i Saint Andrew Parish är varierad.
Följande samhällen finns i Saint Andrew Parish:
- New Kingston
- Half Way Tree
- Constant Spring
- Liguanea
- Stony Hill
- Mona Heights
- Mavis Bank
- Gordon Town